# Trachycephalus hadroceps
Espèce
Synonymes
- Hyla hadroceps Duellman & Hoogmoed, 1992
- Phrynohyas hadroceps (Duellman & Hoogmoed, 1992)

Statut de conservation UICN

 LC  : Préoccupation mineure
Trachycephalus hadroceps est une espèce d'amphibiens de la famille des Hylidae. En Guyane, cette espèce est appelée Rainette métronome, du fait de sont chant puissant très régulier, poussé depuis la cime des arbres. 

## Répartition
Cette espèce est endémique du plateau des Guyanes. Elle se rencontre en Guyane, au Suriname et au Guyana, ainsi qu'au Brésil dans le nord du Pará et dans l'Amapá. 

## Habitat
Cette espèce habite exclusivement dans la canopée des forêts tropicales. L'observation d'un individu proche du sol est exceptionnelle. Son chant permet néanmoins de détecter sa présence. 

## Reproduction
Le mâle a la particularité de "cliquer" son chant depuis des trous d'eau au sommet des arbres (~30m au-dessus du sol) avec puissance (audible jusqu'à 150 mètres à la ronde en forêt dense) et une régularité rappelant le métronome.
La femelle pond ses œufs dans le trou d'eau gardé par le mâle qui s'en ira chercher un nouveau trou pour attirer une nouvelle femelle. La caractéristique la plus marquante chez cette espèce est le réflexe de nourrissage de la femelle. Après l'accouplement, celle-ci pond des œufs non fécondées, ce qui permet aux têtards de se développer en l'absence de proies, par oophagie. 

## Publication originale
- Duellman & Hoogmoed, 1992 : Some hylid frogs from the Guiana Highlands, northeastern South America: new species, distributional records, and a generic reallocation. Occasional papers of the Natural History Museum, University of Kansas, vol. 147, p. 1-21 (texte intégral).